# 緑の党グリーンズジャパン
緑の党グリーンズジャパン（みどりのとうグリーンズジャパン、英語: Greens Japan）は、日本の政治団体である。略称はグリーン。

## 概要
緑の党グリーンズジャパン は、新党さきがけの流れを汲む「みどりの未来」を母体とし、世界各地にある「緑の党」をモデルとして、2012年7月に結成された。なお、結党時の名称は緑の党であった。
党の理念として、グローバルグリーンズ憲章の6つの目標である「エコロジカルな知恵、社会正義、参加型民主主義（草の根民主主義）、非暴力、持続可能性、多様性の尊重」を掲げ、理念に賛同する一般市民や地方議員、NPO、NGOなどと連携協力することによって、地方自治や国政上においてみどりの政治の実現を目指している。脱原発を掲げ、同様に脱原発を目指す市民団体との協力を模索している。
緑・にいがたなど「みどりの政治理念」を共有する地域独自の政治団体とも連携し活動している。それらの政治団体は、党規約により緑の党グリーンズジャパンの「地域組織」と規定されている。国政政党における本部と支部のような関係ではなく、対等な関係とされる。
世界各地にある、緑の党の国際組織であるグローバルグリーンズに加盟しており、中沢新一らによる運動団体の｢グリーンアクティブ｣とも協力関係にある。日本にある既存の政党に対して、「脱原発を実現する上で信頼できる既成政党はない」として批判的な立場を取ったが、2015年以降は野党共闘に加わっている。日本労働党の分派の緑の党とは別団体である。
党の制度は、共同代表制や役員の半数以上に女性を登用するクオータ制を導入するなど、多様性を確保してバランスを考慮している。
2023年現在のキャッチコピーは「地球ひとつぶで生きる」。過去には、2012年は「エコでフェアでピースな社会をめざして」、2013年から2015年8月までは「市民発　原発ゼロ、フェアな社会へ」をキャッチコピーとしていた。

## 党史

### 結党
2012年7月28日、東京都千代田区にあるYMCAアジア青少年センターで約300人が参加し、党結成総会が開かれた。総会では4名の共同代表と34名の全国協議会委員を選出し、来るべき国政選挙に候補者を擁立することを発表した。結党時の会員・サポーター数は約900名であった。
7月29日に東京都千代田区の星陵会館で約400人が参加し、党結成イベントが開催された。ドイツ、オーストラリア、インド、台湾、韓国の緑の党関係者も参加し、国内外から、メッセージが寄せられた。

### 第46回衆院総選挙
2012年12月の第46回衆議院議員総選挙は、供託金が不足して候補者が立候補できず、政策が近い他党の候補者20名を推薦することを発表した。推薦した候補者は日本未来の党が13名、社会民主党が3名、民主党が1名、新党今はひとりが1名、アイヌ民族党が1名、無所属が1名である。比例区は「脱原発・即時廃炉」を一刻も早く実現するために日本未来の党などできるだけ早い時期の脱原発を目指す政党を応援するとしている。

### 党名変更と第23回参院選
2013年6月9日、臨時総会で党の名称を「緑の党」から「緑の党グリーンズジャパン」に変更し、参院選での略称を「グリーン」で届け出ることを決定した。
6月上旬に、5月中を回答期限に国政政党のみどりの風に打診していた参院選での共闘協議が物別れに終わったことが発表された。自党への吸収合併を強く主張したみどりの風側と、両党の名前を残した上での統一リスト作成を提案した緑の党側での意見が平行線となったため。緑の党の漢人明子運営委員長は神奈川新聞社の取材に「党名、選挙の戦い方などで一致点を見いだせなかった。内部の反対論も強く、みどりの風とは、組織運営の面でも違いがあった」と説明した。
2013年6月23日の東京都議会議員選挙で公認候補の擁立を決定した。また東京・生活者ネットワークと政策協定を結び都議選において東京・生活者ネットワークの公認候補を推薦することを決定した。緑の党グリーンズジャパンと東京・生活者ネットワークが政策協定を結ぶのは前身団体時代を含め初めてである。
2013年7月21日の第23回参議院議員通常選挙で、東日本大震災被災者らを含む比例区9名、兵庫県選挙区1名、合計10名の公認候補の擁立を決定したが全員が落選した。選挙期間中、比例区候補者の木村雄一が街頭演説で「福島で頭2つの子が生まれている」と発言し、これに対し「福島県民への結婚差別や就職差別に繋がりかねない」「デマだったら許されない」という批判されて物議を醸した。南相馬市の保健センターなどは、2頭体などの情報は入っていないとしている。比例で獲得した政党得票数は457,862（0.86%）である。比例区で推薦候補として擁立した三宅洋平は176,970票の個人得票数を獲得、当選にこそ結び付かなかったが、本選挙の比例区での最多得票落選者となった。党が支持を表明した東京都選挙区の山本太郎（無所属、生活の党・社民党・新社会党支援）は当選した。この結果を受けて緑の党は「大変厳しい結果」と評しつつも「新しい政治スタイルで参加型民主主義を体現し、政治に関心が薄い層にも支持を広げ大きな可能性を拓くことができました」として今後の活動につなげる方針である。

### 第47回衆院総選挙以降
2014年12月の第47回衆議院議員総選挙には独自候補者を擁立しなかったが、民主党や社民党、生活の党の候補者7名を推薦（うち2名が当選）、無所属を含む（沖縄では日本共産党赤嶺政賢も含む）17名を支持し、うち12名が当選した。
2015年4月の第18回統一地方選挙では、前半選挙で10名（公認2名・推薦及び支持8名）が当選し、後半戦では35名（公認3名・推薦および支持32名）が当選した。

### 野党共闘への参加
2016年7月の第24回参議院議員通常選挙で、独自の公認候補者の擁立はせず、民進・共産・社民・生活の野党4党の選挙協力（民共共闘）に参加し、4党が公認及び支援を行う候補者の支持や推薦に回り、東京都選挙区では4党協力とは別の無所属候補者を独自に支援している。その結果、推薦・支持・応援した候補者37名のうち、8名の推薦候補を含む12名が当選。また、参院選の直後に行われる2016年東京都知事選挙でも、野党統一候補で毎日新聞出身のジャーナリスト・鳥越俊太郎の支持に回った。しかし候補決定が直前まで難航したこともあり、政策等の準備不足などが響いて、分裂選挙となった保守陣営の候補（当選:小池百合子、次点:増田寛也）のどちらにも及ばない3位に終わり落選。
2021年東京都議会議員選挙では、小金井市選挙区で野党統一候補として漢人明子（東京都本部共同代表）を当選させている。
2021年8月、社民党、新社会党、緑の党などのリベラル・革新勢力を機軸として、さらなる立憲野党勢力の野党の連携を後押しする「共同テーブル」が設立された。共同テーブルは「いのちの安全保障確立に向けて非正規社会からの脱却を目指す」ことを理念とするネットワークとなることを目指している。呼びかけ人として佐高信、杉浦ひとみ、上原公子、室井佑月、竹信三恵子、前田朗、纐纈厚、白石孝（NPO法人官製ワーキングプア研究会理事長）、清水雅彦らが参加した。
2021年衆議院議員選挙では、緑の党としては独自候補を擁立しなかったが、立憲、共産、社民等の候補のうち「方向性を共有した候補者」と政策協定を結んで推薦した。
2022年の第26回参議院議員通常選挙では、全国比例区に出馬する社民の福島瑞穂、立憲の辻元清美、れいわの長谷川羽衣子の3名の候補を推薦した。選挙区では、5名の立憲の候補と2名の共産の候補を推薦、支持した。
中国政府が制定した香港国家安全維持法に対してこれに反対を唱えるなど、世界の民主的な潮流への積極的なかかわりを目指している。

## 政策

### 基本政策
1. 気候変動も原発もない未来に向けて、省エネ・再エネの普及と原発即廃炉・脱炭素を実現する
2. 将来にわたって持続可能な自然環境と生物多様性の保全を実現する
3. 経済成長至上主義から脱却し、いのちと自然、くらしと仕事を大切にする循環型経済を実現する
4. 公正な負担によって、すべての人の生存権を保障する
5. 性による差別・抑圧のない平等な社会へ
6. 子どもと未来を育む―「子どもの権利」が息づく社会と、地域が担う教育を実現する
7. 基本的人権を保障し、多様なあり方を認め合う
8. 熟議と当事者主権にもとづく参加民主主義を実現する
9. 戦争や暴力・差別のない平和な国際社会の実現に向けて積極的役割を果たす。[28]

### 個別政策
- 温室効果ガスを2030年までに1990年比で65％以上削減する。
- 「2050年にCO2排出実質ゼロ」に向け、脱化石燃料をめざし、石炭火力発電所の新増設計画を中止するとともに既存施設の運転を停止する。
- 脱原発を掲げ、地域分散型の自然エネルギーを用いた発電を積極的に導入する。また外国への原発輸出も規制して脱原発のグローバル化を目指す。
- 同一価値労働同一賃金の実現。最低賃金法の改正。
- 労働時間を年1300時間に縮小し、ワークシェアリングによって雇用を拡大する
- すべての人の生存権を保障する。ベーシックインカムの導入を目指す。
- グローバル経済の暴走を規制する国際的枠組みを強化する（反グローバル主義）。環太平洋戦略的経済連携協定（TPP）から撤退する。
- 先住民族の権利に関する国際連合宣言を踏まえアイヌや沖縄の人々の文化、歴史を尊重する。
- 一般永住者に対し日本における地方参政権を保障する。
- 難民を積極的に受け入れ支援する。外国人労働者については使い捨て労働力の拡大に繋がらないよう慎重に対処する。
- 包括的な差別禁止法を制定し、部落差別に対する救済法（人権擁護法案）を整備する。
- 選択的夫婦別姓制度を導入、婚外子差別の廃止、再婚禁止期間を廃止[29]。
- 政財界を始め、あらゆる政策決定の場で女性の参画を促進する積極的是正措置の導入（アファーマティブ・アクション）。
- 記者クラブ制度の廃止。インターネット規制の撤廃。企業のメディア広告費の制限。
- 衆院選の小選挙区制を廃止し、全国単一でクオータ制の比例代表制を目指す。供託金は廃止する。
- 企業団体献金は廃止し、市民の寄付と連動した政党助成金の上限制限を行なう。
- 徹底的な軍縮に向け自衛隊を削減し、防衛予算の大幅な縮減を図り、将来的に自衛隊は災害救助組織への改組をめざす
- 北東アジアの平和と安定を図りながら軍事同盟としての日米安保の解消と友好条約の締結をめざす

## 組織

### 役員
2022年2月選出
| 役職         | 氏名       | 所属                     |
| ------------ | ---------- | ------------------------ |
| 共同代表     | 尾形慶子   | 緑の党東海本部共同代表   |
| 共同代表     | 中山均     | 新潟市議会議員           |
| 共同代表     | 漢人明子   | 東京都議会議員           |
| 共同代表     | 八木聡     | 元大町市議会議員         |
| 運営委員長   | 八木聡     | 元大町市議会議員         |
| 副運営委員長 | 漢人明子   | 東京都議会議員           |
| 副運営委員長 | 山田久美子 | 緑の党静岡県本部事務局長 |

### 歴代の役員表
| 共同代表     | 共同代表 | 共同代表   | 共同代表   | 運営委員長 | 副運営委員長 | 副運営委員長 | 副運営委員長 | 就任年月  |
| ------------ | -------- | ---------- | ---------- | ---------- | ------------ | ------------ | ------------ | --------- |
| 長谷川羽衣子 | 中山均   | 髙坂勝     | 須黒奈緒   | 漢人明子   |              |              |              | 2012年7月 |
| 長谷川羽衣子 | 中山均   | 髙坂勝     | 須黒奈緒   | 八木聡     | 漢人明子     | 野々上愛     | 横田悦子     | 2013年9月 |
| 長谷川羽衣子 | 中山均   | 松本なみほ | 長谷川平和 | 八木聡     | 漢人明子     |              |              | 2014年4月 |
| 長谷川羽衣子 | 中山均   | 松本なみほ | 橋本久雄   | 八木聡     | 漢人明子     | 井奥雅樹     | 2018年2月    |           |
| 尾形慶子     | 中山均   | 松本なみほ | 橋本久雄   | 八木聡     | 漢人明子     | 井奥雅樹     | 2020年2月    |           |
| 尾形慶子     | 中山均   | 漢人明子   | 八木聡     | 八木聡     | 漢人明子     | 山田久美子   | 2024年2月    |           |

### 党員
会員（年会費1万円）とサポーター（同3000円）の二種類が存在する。会員は以下の権利を有する。
1. 選挙権および被選挙権
2. 意見表明権
3. 決定の尊重ならびに発言および行動の留保権
4. 直接投票権
5. 発議権

サポーターにはニュースレターなどの情報が提供される。議決権はないが各種会議にオブザーバーとして参加できる。

## 党勢

### 所属政治家
党会員の地方議員は以下のとおり。
- 都道府県議会議員：2人
  - 漢人明子　東京都議会議員 - 緑の党東京都本部共同代表
  - 丸尾牧　兵庫県議会議員 ‐ 「みどりの未来・尼崎」代表
- 市区町村議員：29人（党公認議員7人・党会員の推薦議員22人）
  - 北海道：2人（士別市・ニセコ町）
  - 山形県：1人（鶴岡市）
  - 福島県：1人（郡山市）
  - 栃木県：1人（宇都宮市）
  - 埼玉県：3人（秩父市・川越市・久喜市）
  - 東京都：6人（江東区・杉並区・小平市・小金井市・国立市・立川市）
  - 千葉県：3人（白井市・成田市・鎌ケ谷市）
  - 新潟県：1人（新潟市）
  - 長野県：1人（飯島町）
  - 静岡県：5人（沼津市2人・伊豆の国市・静岡市・牧之原市）
  - 大阪府：4人（河南町・泉大津市）
  - 兵庫県：1人（高砂市）
  - 岡山県：1人（岡山市）
  - 福岡県：1人（福岡市）

このうち党公認候補として立候補し当選した議員は以下の7名である。
- 中山均　新潟県新潟市議会議員（西区選挙区） ‐ 緑の党共同代表・政策部長、「緑・にいがた」代表
- 松谷清　静岡県静岡市議会議員（葵区選挙区）
- 荒木龍昇　福岡県福岡市議会議員（早良区選挙区）
- 森あやこ  福岡県福岡市議会議員（東区選挙区）
- ブランシャー明日香　東京都杉並区議会議員
- 橋本久雄　東京都小平市議会議員 - 緑の党共同代表・政治選挙部長
- 重松朋宏　東京都国立市議会議員
- 高橋登　大阪府泉大津市議会議員
- 井奥雅樹　兵庫県高砂市議会議員

ほかに地方議員などの党サポーターが56人おり、内訳は県議4人と市町村議会議員51人、および前尼崎市長の稲村和美となっている。